# (38507) 1999 TD192
1999 TD192 (asteroide 38507) é um asteroide da cintura principal. Possui uma excentricidade de 0.13811690 e uma inclinação de 12.74808º.
Este asteroide foi descoberto no dia 12 de outubro de 1999 por LINEAR em Socorro.